# Shahrestān-e Nā'īn
Shahrestān-e Nā'īn (persiska: Shahrestān-e Nā’īn, شهرستان نائین, نائین) är en delprovins (shahrestan) i Iran.   Den ligger i provinsen Esfahan, i den centrala delen av landet, 300 km sydost om huvudstaden Teheran.
Delprovinsen hade 39 261 invånare 2016.